# Eldee Young
Eldee Young oder El Dee Young (* 7. Januar 1936 in Chicago; † 12. Februar 2007 in Bangkok) war ein US-amerikanischer Jazz-Bassist. 
Eldee Young besuchte das Americain Conservatory of Music, spielte 1951 bei King Kolax und ging dann mit Rhythm and Bluessängern wie Chuck Willis (1954) Big Joe Turner, T-Bone Walker und Joe Williams auf Tourneen. Von 1956 bis 1966 gehörte Young dem Ramsey Lewis Trio an und wirkte u. a: an dessen Verve Album Down to Earth von 1958 mit. Dann brach die Band auseinander, und er bildete mit dem Schlagzeuger Redd Holt Bands wie Young-Holt Unlimited, deren Platte „The Soulful Strut“ Goldstatus erreichte. 1983 kam es zu einer Wiederbelebung des alten Ramsey-Lewis-Trios. Mit dem asiatischen Pianisten Jeremy Monteiro traten Young und Holt 1988 beim Montreux Jazz Festival auf.
Young begleitete auch James Moody, Dinah Washington, Nancy Wilson, Dizzy Gillespie und Oscar Brown Jr. Anschließend arbeitete er im Bereich der Filmmusik und in Radio- und Fernsehshows. Mit seinem eigenen Quartett war er auch am Cello und als Sänger zu hören. 1991 begleitete er die Sängerin Eden Atwood; 1999 gehörte er zur Band von George Freeman. In seinen letzten Lebensjahren spielte er regelmäßig je ein halbes Jahr in Singapur und Bangkok (im „Living Room“, Sheraton Hotel). Dort hatte er am 10. Februar 2007 seinen letzten Auftritt. Er verstarb im Hotel an Herzversagen.

## Diskographische Hinweise
- Just for Kicks (Argo, 1962)

## Lexigraphische Einträge
- Carlo Bohländer, Karl Heinz Holler: Reclams Jazzführer (= Reclams Universalbibliothek. Nr. 10185). 2., revidierte und erweiterte Auflage. Reclam, Stuttgart 1977, ISBN 3-15-010185-9.